# Вајнахи
Вајнахи или Нахи су група народа са Севернога Кавказа и Грузије који имају сродан језик. Данас су представници Вајнаха Чечени, Ингуши и Бацбијци у Грузији.

## ЕтнонимНахи
Нахи и Вајнахи су два појма која су сковали совјетски етнографи као што је ингушки етнограф Заурбек Малсагов. Разлог за стварање ових термина био је да се уско повезане нације Чечена и Ингуша уједине у један појам. Термини Вајнахи (наш народ) и Нахи (народ) први пут су коришћени као термин за уједињење два народа 1928. Касније су га популаризовали и други совјетски аутори, песници и историчари као што су Мамакајев и Волкова у својим истраживањима. Према историчару Виктору Шнирелману, термини Вајнахи и Нахи активније су уведени током периода од 1960-их до 1980-их.

### Историја
Пре 1920-их, међутим, постојао је обједињујући термин за Чечене и Ингуше који су користили руски генерали из 19. века, историчари, етнографи и картографи. Овај израз је био Нахи, или модерна равничарска верзија Нохи, израз данас користе само Чечени и Кисти. Историјски, међутим, овај термин је укључивао народе као што су Ингуши и Бацбијци. Чувени историчар 19. века Б. К. Далгат, који је много радио у Ингушетији, писао је много о чеченској и ингушкој етнографији. Према његовим речима, термин Нахчуј/Нахчиј је већ био обједињујући термин и за Ингуше и за Чечене. Данас то није случај, јер је већина, ако не и сви, Ингуша одбацили етноним Нахчи и сматра га страним. Одбијање овог етнонима забележио је и 1872. године етнограф Умалат Лаудајев који је написао:
Народи Шатоја и Назрана (Ингуши) нерадо себе назива Нахчијем, што произилази из њихових ранијих непријатељских ставова према Чеченима. Али показују искрена осећања на састанцима, забавама, на путовањима..., они увек потврђују своје јединство племена, изражавајући се: Ми смо браћа или Ми смо исти Нахчи.— Умалат Лаудајев, Збирка података о кавкаским горштацима, том VI.
Термин Нахчи су још увек користили историчари и етнографи за Чечене, Ингуше и Бацбијце све до 20. века пре него што је замењен термином Вајнахи/Нахи 1960-их. Руски историчар Адолф Берге користио је овај термин и за Чечене и за Ингуше 1859. године. Чувени руски лингвиста Петер фон Услар, који је проучавао севернокавкаске језике, такође је 1888. године означио је оба народа именом Нахчи. Овај термин су користили и Пото, Вејденбаум, Ган, Дубровин и многи други током 19. века.
Најстарији помен Нахчија забележен је 1310. године од стране грузијског патријарха Кирила Донаурија, који помиње "Народ Нахче" међу Тушетима, Аварима и многим другим народима североисточног Кавказа. Многи совјетски и модерни историчари су такође повезивали термин Нахчиј са градом Нахчиваном и нацијом Нахчаматјан (помиње се у јерменском делу Ашхарацујц из 7. века). Чеченски рукописи на арапском језику из раних 1820-их помињу извесни Нахчуван (у близини данашњег Кагизмана, Турска) као домовину свих Нахчија.

### Етимологија
Верује се да етимологија речи Нахчи потиче од Нах (људи) + -чи (суфикс) или Нах (људи) + Чуо (територија). У сваком случају, већина историчара и лингвиста се слаже да етноним укључује термин Нах (људи). Управо због ове претпоставке многи историчари као што су Пото, Бергер, Ган, Дубровин верују да то значи народ.

### Историјски спомени Нахчија
| Име     | Аутор                   | Извор                                                        | датум |
| ------- | ----------------------- | ------------------------------------------------------------ | ----- |
| Нахчети | Патријарх Кирил Донаури | Историјски документ                                          | 1310  |
| Нахчаји | Сала-Узден кнез Аџије   | Историјско писмо                                             | 1756  |
| Начха   | Петер Симон Палас       | Белешке о путовању и посматрања јужне руске државе 1793-1794 | 1793  |
| Нахчој  | Јулијус Клапрот         | Опис путовања на Кавказ и Грузију 1807. и 1808. године       | 1807  |
| Нахча   | Семјон Броневски        | Вести са Кавказа                                             | 1823  |
| Нахчој  | Чеченски рукопис        | Сеоба из Нахчувана                                           | 1828  |
| Нахче   | Адолф Берге             | Чеченија и Чечени                                            | 1859  |
| Нахчој  | Кеди Досов              | Нахчојн Јуз                                                  | 1862  |
| Нахче   | Николај Дубровин        | Историја рата и доминације Руса на Кавказу                   | 1871  |
| Нахчој  | Умалат Лаудајев         | Чеченско племе                                               | 1872  |
| Нахче   | Керопе Патканов         | Јерменска географија 7. века нове ере                        | 1877  |

## Историја
9.–12. векУдружење кланова под називом Дурдзуки помињу персијски писци Ибн ел-Факих и Ел Баладури у 9. до 10. веку, наводећи изградњу 12 капија и камених утврђења од стране Ануширванома (VI) у Дурзукији.
1239.Бату-кан (монголски вођа и унук Џингис-кана) је уништио главни град Аланије, Магас (оба имена позната искључиво од муслиманских Арапа) и аланијске конфедерације горштака, нација и племена Северног Кавказа. Магас је уништен почетком 1239. од стране хорди Бату Кана. Историјски, Магас се налазио на приближно истом месту на коме је сада изграђена нова престоница Ингушетије. Међутим, постоје многе друге теорије о томе где се Магас првобитно налазио, на пример у Чеченији, Кабардино-Балкарији или Северној Осетији.
13.–14. векРатови за независност против татарско-монголских хорди и Тамерланове војске..
14.–16. векДржава Симсир је била унија вајнахских тајпова. Они су започели националну борбу за ослобођење од Златне хорде. Након монголске инвазије, ислам је почео да се шири у региону. Чини се да је ширење ислама почело у равничарском делу вајнахске државе у то време, повезано са појавом арапског језика и арапског алфабета. О томе сведоче и натписи на споменицима из тог времена, сачувани у неким вајнахским селима.
17. век – данашњицаТекућа борба за независност Чеченије. Ингуши су и даље отворено бунтовни, али и даље имају посебно проблематичан сукоб са Осетима. Бацбијци и Кисти се сматрају Грузијцима и део су Грузије (живе углавном у региону Тушети).
1829.–1859.Кавкаски имамат
1917.–1922.Планинска Република Северни Кавказ
1919.–1920.Севернокавкаски емират
1921.-1924.Планинска Аутономна Социјалистичка Совјетска Република у Руској СФСР

## Друштвена структура
Традиционално, народи Наха били су познати као друштво са високо развијеним и сложеним кланским системом. Појединци су били уједињени у породичне групе које се зову Ца – кућа. Неколико Цаова чине Гар –огранак или Нех-пут, а група Гарова чини тајп, јединица племенске организације Вајнаха. Тајп има свој Савет стараца и уједињује људе са политичке, економске и војне стране. Тајпови препуштају све случајеве демократски изабраним представницима кућа. Број учесника Тајпан-Келија зависи од броја кућа.
Неки верују да је већина тајпова склапала уније под називом тукхуми, војно-економску или војно-политичку унију тајпова. Међутим, ово је жестоко оспорило неколико историчара и етнографа, укључујући Далгата који тврди да већина Чечена никада није користила тукхуме. Тврди и да су их користила само нека друштва у низији.
Питања на националном нивоу решавана су кроз Мехк-Кел, Народно веће. Представнике Савета бирало је свако Тајпско веће и имало је огроман утицај на судбину народа. Могли су започети рат или забранити и спречити било који тајп да га започне. Мехк-Кел се могао окупити на различитим местима у различито време. Некада се окупљао у региону Терлој-Мохк и Аки-Мохк-ов Галајн-Чож. У Галајн-Чожу још увек стоји гигантски камен Мехк-Келија, око којег су чланови Мехк-Кели решавали питања.

### Политичка структура
Чеченско-ингушко друштво је одувек било егалитарно, нестратификовано и бескласно. Традиционално, није било формалне политичке организације и политичког или економског рангирања.
Многи посматрачи, укључујући познате Русе као што је Лав Толстој, били су веома импресионирани демократском природом чеченских влада пре руског освајања. Према западном ичкерофилу Тонију Вуду, вајнахски народи, посебно Чечени (с обзиром да су Ингуши и Бацбијци много чешће потпадали под страну доминацију и као резултат тога, аутохтони систем и демократске вредности су код њих мање укорењене), могли би бити описана као једна од ретких нација на свету са аутохтоним системом који веома личи на демократију (други навођени су често Шкоти, Албанци и Баски. Они су слично као и вајнахски народи, живели у планинама са друштвеном организацијом заснованом на клановима и снажном приврженошћу концепту слободе). У касном 18. и раном 19. веку, неколико черкеских племена збацило је своју традиционалну аристократију и успоставило демократско, егалитарно друштво, уз нека усвајања из система Наха. Ово напредовање, које се на крају можда проширило на сва черкеска племена, заустављено је руским освајањем, судбину коју је касније делио и остатак Кавказа.
Приметно је да чеченски и ингушки системи, као и систем који су касније од њих преузела нека источночеркеска племена, личе на типичну западну демократску републику. Има централну владу са законодавним телом (Мехк-Кел), телом које личи на извршну власт (Мехк-Кеташо), као и судском (остали савети). Адат и друга тела служили су као устав. Изабрани су чланови сва три главна национална савета, стварајући аутохтону демократију народа Наха.
Током периода Совјетског Савеза, као и током режима Рамзана Кадирова систем савета тајпова је био оштро критикован од стране савезне и локалне администрације постављене у Чеченији и Ингушетији, која је на њега гледала као на дестабилизујућу силу и препреку за одржавање реда. Прогласили су да је такав систем илустративан за анархичну природу кавкаског етоса.
Демократска и егалитарна природа, вредности слободе и једнакости чеченског друштва наводе се као фактори који доприносе њиховом отпору руској власти (поред тога, није било елите коју би царске власти кооптирале, како Вуд примећује).

## Архитектура кула
Главна одлика вајнахске архитектуре у средњем веку, ретко виђена ван Чеченије и Ингушетије, била је Вајнахска кула. Ово је била нека врста вишеспратне структуре која је коришћена за становање или одбрану (или обоје). Архитектура и грађевинске технике Вајнахске куле достигле су свој врхунац у периоду од 15. до 17. века.
Куле за становање имале су два или три спрата, ослоњене на централни стуб од камених блокова, а на врху су биле покривене равним кровом од шкриљаца. Ове куле су упоређене по карактеру са праисторијским планинским насељима која датирају из 8000. године пре нове ере.
Војне (борбене) куле су биле високе 25 метара или више, са четири од пет спратова и квадратном основом ширине приближно шест метара. Приступ другом спрату био је преко мердевина. Браниоци су пуцали на непријатеља кроз пушкарнице. На врху куле је био машикул – надвишени мали балкони без пода. Ове куле су обично биле крунисане пирамидалним степенастим крововима.
Зграде које су комбиновале функције стамбених и војних кула биле су средње величине између ова два типа, и имале су и пушкарнице и машикуле. Вајнахске куле су некада биле украшене верским или симболичким петрографијама, као што су соларни знаци или прикази ауторових руку, животиња итд. На војним кулама често је био голготски крст.

## Традиционална економија

### Пољопривреда
Недостатак довољно обрадивог земљишта у планинском подручју приморао је Вајнахе да што ефикасније користе своју територију становања. Поравнали су стрме падине, организовали терасе погодне за пољопривреду. На неплодним стеновитим падинама стена, које нису погодне за пољопривреду, Вајнахи секу темеље за терасе. На запрежним запрегама магарцима и воловима довозили су равничарску црницу и њоме пунили вештачке терасе. За максимални принос организован је цео систем за наводњавање, који се састојао од малих вештачких поточних канала повезаних са планинским рекама, ови канали су се звали Татол, изграђени су и мали камени канали звани Епала, и сасвим мала дрвена корита Апари. Неки научници, посебно И. Дијаконов и С. Старостин, су предложили да Епала и Апари могу одговарати урартском називу канала за наводњавање пили и хуритском пили/а.
Неки објекти за наводњавање изграђени су и у низинама, али су били мање компликовани.

### Возила
Колица и кочије које су правили вајнахски мајстори биле су веома цењени у региону и шире. Производи вајнахских мајстора допринели су развоју не само кавкаским народима, већ и развоју индустрије у Русији. Да би подржала неконкурентне домаће произвођаче, Русија је опорезовала вајнахске произвођаче великим накнадама. На ово су се жалили Теречки Козаци у својим писмима руској влади. Руска војска је 1722. године купила 616 возила за 1.308 рубаља, у време када је годишња плата гувернера три села била само 50 рубаља.

### Ткање ћилима
Од давнина, Чечени су производили танке филцане тепихе под називом Истанг. Чеченски теписи одликују се јединственим шарама и високим квалитетом. Џејкоб Рајнегс, који је посетио регион у 18. веку, приметио је да су Чеченке и ингушке жене вешто израђивале тепихе и ресе. Ваинакх теписи су међусобно подељени у различите групе у зависности од узорака:
- Ћилим са шареним орнаментима
- Ћилим са ресама
- Обичан ћилим, без икаквих украса или орнамената.
- Дебеле подне простирке
- Скупи зидни тепих

- Ћилими

## Легенде и митологија
Само неколико фрагмената вајнахске митологије је преживело до модерног доба. Ови фрагменти се састоје од имена божанстава која персонификују елементе анимистичких идеја, Нарц саге, космогонијске традиције, остатака сточарства и земљорадње, тотемских веровања и народног календара.
Главни представници вајнахске митологије су легенде о Пхармату, језеру Галанчоге, епском рату патуљака Пхагалберија (јахачи зечева) против Нарца, језеру Кезанојам и митови о томе како су се појавили сунце, месец и звезде.
Вајнахски мит о легендарном Пхармату којег је бог Дела оковао на планини Казбек јер му је украо небеску ватру показује неке паралеле са грчким митом о Прометеју и грузијским митом о Амирамију. 
Легендарни рат патуљака Пхалберија (јахача зечева) против Нарца може се упоредити са грчким „ратом ждралова и пигмеја“. 
Чини се да је мит о Златном руну везан за 11-годишњу календарску традицију Наха. У том миту, овнујска кожа је 11 година стајала у храстов оквир Јар, и произвела златно руно по имену Дашо Ертал.

### Легенда о језеру Кезенојам
Ова легенда има експлицитне паралеле са библијском Содомом и Гомором, и исламским Лутом. Легенда каже да је на месту где сада постоји само језеро некада стајао веома богат град. Упркос свом великом богатству, људи овог града били су веома похлепни, жудећи су још више. Зато је врховни бог Дела послао своје представнике под маскама просјака, да их тестира. Молили су имућне грађане да им дају храну, али су отерани само уз ударце и псовке заузврат. Само једна сиромашна породица у селу делила је са њима храну, задржавши за себе само залогај прегорелог хлеба, а гостима дајући непрегорени хлеб. На изласку из куће, захвални странци су рекли породици да ће после извесног времена вода почети да ствара локве испред њихових улазних врата, и да када се то деси треба да покупе само оно што је потребно, да напусте свој дом и оду на планине. Сиромашна породица је послушала овај савет, али је, пре него што је кренула на више места, упозорила богате грађане на предстојећу несрећу и молила их да их следе, али, толика је била среброљубље богаташа, да неће напустити своја блага – чак и да се спасу из воденог гроба. Те вечери породица је са планина посматрала како се дешава страшна катастрофа: видели су како вода покрива њихову кућу, а са њом и похлепни народ који је остао. У знак сећања на страшну поплаву, Вајнахи су новоформирано језеро Кезенојам назвали ‘језером туге и окрутности’.
Занимљиво је да је традиција древног насеља повезаног са језером потврђена археолошким записима за ово подручје: у близини Кезенојама пронађени су трагови људског становања који датирају чак 40.000 година пре нове ере. Пећинске слике, артефакти и други археолошки докази сведоче о непрекидном настањивању неких 8.000 година. Људи који су живели у овим насељима користили су оруђе, ватру и одећу од животињских кожа.

### Легенда о језеру Галајн-Ам
Легенда каже да су две жене једном одлучиле да оперу свој веш у најчистијој води која се налази у близини њиховог села, и да се показало да је та вода вода светог језера Галајн-Ам, пребивалиште богиње Тушоли, ћерке врховног бога Деле. Богиња, огорчена таквим светогрђем, казнила је преступнице претварајући их у два камена. То, међутим, није решило проблем ритуално нечистог језера и побеснела богиња више није могла да поднесе да борави у његовим запрљаним водама. Изашавши из њега, попримила је облик натприродног бика и почела систематски да уништава села која су се налазила на обронцима брда. Ово уништавање се наставило све док, коначно, бик није припитомљен у селу познатом као Амје у области званој Галајн-Чаж. Становници Галајн-Чажа упрегнули су енергију новоприпитомљене животиње, користећи њену моћну снагу да ору своја поља; али следећа пролећна киша почела је да пада на њиве које је света животиња изорала. Ова киша је наставила да плави поља све док на крају нису нестала испод вода новог језера, у које је Тушоли са захвалношћу нестала, радујући се чистоти свог новонасталог пребивалишта.

### Космологија и стварање
У древној вајнахској космологији, универзум је створио врховни бог Дела. Земља, створена за три године, била је три пута већа од небеса и била је ослоњена на гигантске рогове бика. Царство вајнахских богова лежало је изнад облака. Иштар-Дела је била владарка подземног света познатог као Дели-Малхи. Дели-Малхи је био већи од људског царства и требало му је седам година да се створи. Вајнахи су веровали да када сунце зађе на западу, оно одлази у доњи свет и излази из њега на истоку. Дели-Малхи није било зло царство мртвих или немртвих, али није било далеко у моралности од вишег света - чак и супериорнији од њега у неким аспектима - пре свега у његовим друштвеним структурама. За разлику од неких других религија, у загробном животу није било пресуде. Дела-Малх је био бог сунца који је играо централну улогу у верским прославама. Вајнахи су 25. децембра прослављали Фестивал сунца у част рођендана Бога Сунца.
Имена звезда и сазвежђа такође су била повезана са митовима:
- Млечни пут као пут по ком је расута слама
- Велики медвед као седам звезда које представљају седам браће, седам синова бога универзума Тк'а. У ингушкој верзији легенде о Пхармату, седам Тк'аових синова је казнила његова жена Химехнинен за помоћ Магалу да украде ватру од Тк'а. Подигла их је у ваздух, далеко од земље где су постали седам звезда.
- Близанци
- Сиријус, Бетелгез и Процион као Триподстар
- Орион као Вечерња звезда
- Јарац као Кровне куле
- Венера у зависности од дана као звезда заласка сунца и звезда изласка. Име планете је  Дилбат

## Религија
Током средњег века, вајнахско друштво је осетило снажан византијски утицај који је довео до усвајања православља у неким деловима земље (нарочито на планинском југу). Међутим, хришћанство није дуго трајало. Након разарања земље од стране Тамерлана, у неким деловима земље (нарочито на планинском југу). Међутим, хришћанство није дуго трајало. Након разарања земље од стране Тамерлана, утицај хришћанства је опадао (због привременог губитка контаката између Грузије и Нахи хришћана) и постепено су се Чечени и Ингуши вратили својим домородачким, паганским веровањима (док су Бацбијци били трајно христијанизовани). Ислам је почео да се шири на земље народа Наха од 16. и 17. века.
Вајнахи су претежно муслимани шафијске школе учења сунизма. Већина Чечена (око 2 милиона) и Ингуша (око 700,000) су муслимани шафијске школе. Кисти (око 7.100 људи) су углавном сунитски муслимани са грузијском православном мањином, док су Бацбијци (око 3,000 људи) хришћани (грузијски православци).
По обреду, већина Чечена су Кадирци, са значајном мањином Накшбандија. Постоји и мала салафистичка мањина (сунитска секта). Две главне групе (салафизам је релативно од скора присутан у регион и још увек се сматра потпуно страним) често су имале различите одговоре на догађаје (на пример, кадиријске власти су у почетку подржавале бољшевике који су обећали да ће дати слободу Чеченима из Русије; док су Накшбандији били скептичнији према искрености бољшевика).
Међутим, као што је случај и са другим кавкаским групама, као што су Грузини, Абхази и Черкези, ислам није збрисао све трагове домаће религије. Многи Чечени и Ингуши чак називају бога муслиманске религије ("Алах", на арапском) "Дела", који је главни бог оригиналног Нахијског пантеона (паралелно са оним како Грузијци хришћанског Бога називају Гмертијем, њихов првобитни главни бог). Нахијска интерпретација шеријата често више личи на адат него на шеријат као што се практикује у другим муслиманским земљама, иако неки примећују да би ово могло на неки начин бити ближе првобитној намери. Постоји изрека да је „Мухамед можда био Арап, али је Алах сигурно Чечен“, наглашавајући овакав однос према рестриктивном исламу Блиског истока који се на Западу често замишља као представљање понашања и културе свих муслимана. Упркос синкретизму, већина Нахи народа се често сматра или „муслиманским народом“ (у случају Ингуша, Киста и Чечена), или „православним хришћанским народом“ (Бацбијци). Ипак, обожавање првобитног пантеона, са изузетком Деле, углавном нема савремени континуитет и замењено је исламом, упркос извесном синкретизму (тј. градња џамија доследно у близини потока, где су били храмови, поштовање адата, итд.).
Међу Чеченима постоји знатна тензија око религије. Ово се у великој мери потврђује у сукобу између панисламистичке/вехабијске/селефијске вероисповести која се заветује да ће „очистити ислам од нечистоће и синкретизма“ (тј. дечеченизовати ислам у Чеченији да би га више ускладили са глобалним исламом) и оних који посматрају аутохтони облик као супериоран, или као национални обичај који треба бранити. Међу владама које полажу право на земљу Ичкерију, и западна прогнана влада Чеченске Републике Ичкерије и режим Кадирова који су поставили Руси су у великој мери непријатељски расположени према вехабизму/салафизму, док је реакција Емирата Кавказа знатно позитивнија. Влада Кадирова се противи вехабизму, али и даље влада Чеченијом уз прилично оштро тумачење шеријатског закона, укључујући забрану гологлавих жена у јавности, обавезно учење курана у школама (уз тумачење које подржава влада ), смртна казна за сумњу на хомосексуалност и тако даље. У међувремену, прогнана влада Чеченске Републике Ичкерије доследно је изјављивала и да је домородачко тумачење национална особина (која треба да се сачува) и да би Ичкерија требало да буде секуларна национална држава, и док ислам може повремено бити део чеченског идентитета , то свакако није услов важнији од било ког другог аспекта.
Овај став је у великој мери преовладавао (осим 1998. године када је Машадов накратко дозволио појављивање шеријатских судова због интензивног притиска његових противника, укључујући Шамила Басајева и Салмана Радујева, у покушају да пронађу јединство компромисом). Многи посматрачи, чеченски, руски (као што је Валериј Тишков) и западни (као што су Пол Б. Хајнц, као и Тони Вуд и Анатол Ливен), примећују да често, као што се види у земљама попут Турске и Албаније, националистичким сликама са симболима — посебно вука, животиње која се сматра симболом чеченске нације — придаје се много већи значај него религија.
Гробнице или крипте остале су из паганског периода вајнахске историје. Грађене су или мало укопане у земљу или напола под земљом и на површини. Формирани су читави „градови мртвих“ на периферији села и подсећали на светилишта споља, са сводовима изграђеним од камена који се преклапа. Покојници су стављени на посебним местима у криптама, у одећи са накитом и оружјем.
Општи исламски ритуали су успоставили обичај сахрањивања са даљим продором ислама унутар планинских региона Чеченије и Ингушетије. На гробовима су почеле да се подижу камене стеле, црте, исписане молитве и натписи, а богатији горштаци су почаствовани маузолејима после смрти. Маузолеј Борга-Каш који датира са самог почетка 15. века и изграђен за ногајског принца је добар пример за то.

## Генетика
Студија Олега Балановског и бројних других генетичара из 2011. показала је да је Y хромозом хаплогрупе Ј2a4b* (подклада J2, која се налази углавном на Блиском истоку, Кавказу и Медитерану) била веома повезана са вајнахским народима. J2a4b* је чинио већину Y-хромозома мушкараца Ингуша и Чечена, при чему су Ингуши имали много већи проценат, 87,4%, од Чечена, који су имали 51–58% у зависности од региона (најнижи је у Малгобеку, највећи у Дагестану). У свом раду, Балановски спекулише да су разлике између братских народа можда настале услед генетског одступања, што би имало већи ефекат међу Ингушима него Чеченима због њихове мање популације. Чечени и Ингуши имају највеће фреквенције J2a4b* до сада пронађених (друге релативно високе фреквенције, између 10 и 20 процената, срећу се на Медитерану и Грузији).

## Хипотезе о пореклу
Вајнахи су помињани разним именима, укључујући и Дурдзуке у средњовековној арапској, грузијској и јерменској етнографији.
Историјски лингвисти, укључујући Џоану Николс, повезали су језике преадка Наха и и њихових далеких рођака са неолитском миграцијом из области Плодног полумесеца.
Други поглед, који није нужно у супротности са претходним, поставља миграцију Наха на њихову садашњу локацију на Северном Кавказу током антике, након колапса Урартуа.
Игор Дијаконоф и Сергеј Старостин сугеришу да је нахски језик сродан са хуро-урартским, који су укључили као огранак североисточне кавкаске породице језика. Неколико студија тврди да је веза вероватна. Други истраживачи, међутим, сумњају да су језичке породице повезане, или верују да, иако је веза могућа, докази су далеко од убедљивих. Постоје различита тумачења нахски-урартског односа: теорија коју држи Касијан (2011), је да заједнички речник урартског и нахски језика одражава историју интензивног позајмљивања речи са урартског у нахски језик.
Према Амџаду Џајмукију, митолошки Гаргарејци, група која је мигрирала из источне Мале Азије на Северни Кавказ који је помињао грчки писац Страбон, су повезани са кореном нахскијске речи гергара, што у преводу значи род. Међутим, Џајмукијева теорија је мало вероватна јер су Страбон и други древни грчки писци сматрали да су Гаргарејци били Грци.

## Списак Вајнахи народа

### Савремени
- Вајнахи (чеченско-ингушки дијалекатски континуум)
  - Чеченски народ је кавкаска домородачка етничка група, они себе називају Нохчиј. Њихова светска популација је око 2 милиона, од којих отприлике 75% живи у Републици Чеченији, у саставу Руске Федерације. Већина Чечена су сунитски муслимани шафијског мезхеба.
  - Ингуши су кавкаска домородачка етничка група на Северном Кавказу, углавном насељена у руској републици Ингушетији. Ендоним који користе за самоименовање је Гиалгиај. Ингуши су претежно сунитски муслимани и говоре ингушким језиком, који је, према неким ауторима, обострано разумљив са чеченским.[69] Процењује се да је њихова укупна популација око. 700.000 широм света.
  - Кисти су чеченски суб-етнос, који припадају чеченским тајповима, који живе у Грузији. Они првенствено живе у клисури Панкиси, у источној грузијској области Кахетији, где има око 5.000 Киста. Већина Киста су сунитски муслимани, међутим, још увек постоје мале заједнице хришћанских Киста у Панкисију, Тушетији и Кахетији.
- Бацбијци су мала заједница која говори нахски језиком у Грузији а позната је и као Ц'ова-Туш по клисури Ц'ова у историјској грузијској провинцији Тушетији (познатој као "Цовата"), а верује се да су се ту населили са Северног Кавказа у 16. веку. Процењује се да је њихова популација броји око 3.000 људи. За разлику од других вајнахских народа Бацбијци су претежно православни хришћани.

### Историјски
Следи списак историјских или праисторијских народа који се сматрају за говорницима нахски језика.
Софени
Према грузијским историчарима Ј.А. Дјавашвилију и Гиоргију Меликишвилију урартску државу Софену заузело је древно нахско племе Цов, чија се држава у старој грузијској историографији назива Цобена. Софена је била део краљевства Урарту од 8. до 7. века пре нове ере. Након уједињења региона са својим краљевством почетком 8. века пре нове ере, краљ Аргиштис I од Урартуа преселио је многе његове становнике у свој новоизграђени град Еребуни. Међутим, Дјавашвилијева и Меликишвилијева теорија није широко прихваћена.
Гаргареји
Џајмука је тврдио да Ваинакхи воде порекло од Гаргареја, митолошког племена које се помиње у Страбоновој Географији (1. век п. н. е. и Познавању природе Плинија Старијег (1. век нове ере). Страбон је написао: "...Амазонке живе близу Гаргареја, на северном подножју Кавкаских планина". Плиније Старији такође локализује Гаргареје као живе северно од Кавказа, али их назива Гегарима. Џајмуха напомиње да је "гаргареан" потиче од нахске речи гергара , што значи "род". Ако је то случај, Гаргареј би био практично еквивалентан грузијском термину Дзурдзук (који се односи на језеро Дурдука на Јужном Кавказу, одакле се сматра да су мигрирали, као што је забележио Страбон, пре мешања са локалним становништвом) које су применили на вајнахски народ који је мигрирао на север преко планина да би се настанио у модерној Чеченији и Ингушетији.
Упркос Џајмукиним тврдњама, Страбон сугерише да су Гаргарејци били Еолци и лоцира њихову домовину Гаргару у Троаду, на крајњем западу данашње Турске.
Цанари
Цанари су били народ источне и централне северне Грузије, који је живео у области око модерног Кевија. Цанарија је била њихова држава и истакла се одлучујућом улогом коју су она и њен народ имали у одбрани од арапске инвазије на Грузију. Многи историчари (укључујући Владимира Минорског и Амџада Џајмуку) сматрају да је њихов језик нахски, на основу имена места, географске локације и других сличних доказа. Други тврде да су говорили сарматским језиком као што је осетски, а Цанари су на крају асимиловани унутар Грузије.
Глигви
Глигви је историјско име за Ингуше, вероватно потиче од њиховог етнонима Гиалгиај. Први пут га помиње Вахушти из Картлија 1745. године, грузијски племић, који је приметио да су се одвојили од Дурдзука.
Двали
Двали су били историјски народ који је живео у данашњој Јужној Осетији и неким оближњим регионима, као и у јужним деловима Северне Осетије (јужно и западно од Глигва, јужно и источно од Малха). Они су се интегрисали у грузијско краљевство и произвели низ добрих грузијских калиграфа и историчара. Изнедрили су и православног светитеља: Светог Николаја Двалетског. Многи историчари сматрају да је језик Двала нахски, иако постоји и група која заступа теорију да је њихов језик ближи осетском. Друга теорија тврди да су Двали били карвелијског (грузијског) порекла. Различити докази доприносе теорији да су Двали припадали Вајнахима као што су присуство имена нахских места на бившој територији Двала, која се узима као доказ о контакту Нах-Сван, што вероватно указује на нахску природу Двала или људи тамо пре њих, и присуство двалског клана страног порекла међу Чеченима. Двале су асимиловали Грузијци и Осети. Сматра се да су Двали у потпуности изумрли тек у 18. веку, што их чини најновијим вајнахским народом за који се зна да је нестао.
Малхи
Малхи су вајнахски народ. Сматра се да су најзападнији вајнахски народ и да су били у савезу са грчким Босфорским краљевством.
Дзурдзуки
Дурдзук је било име које су Грузијци историјски користили за Чечене. Дурдзуци су изградили бројна краљевства, посебно Дурдзукетију; а били су познати по својој изузетно жестокој привржености слободи и способности да се одупру освајачима, од Арапа преко Скита, преко Турских народа до монголских освајача. Чинило се да су их разне стране запослиле као плаћеници. Имали су писани језик на грузијском писму (међутим, није познато да ли су говорили тим језиком), али већина ових списа је изгубљена, а сачувано их је само неколико. После Друге монголске инвазије на Дурдзукетију у 14. веку и разарања које су изазвале две инвазије (укључујући, како примећује Амџад Џајмука, уништавање њиховог сећања на њихову прошлост), они су радикално променили своју културу. Постали су познати као Ичкери (турска реч која значи "људи слободе"), а њихова земља као Ичкерија. Тада је систем тајпа постао формализован у свом добро познатом модерном облику. Термин Ичкери се такође користио за означавање Ингуша (већим делом), све док се Ингуши нису одвојили. Име Ичкери је сродно од имена коришћених за "Чечени" и "Чеченију" на многим језицима у то време, укључујући Мичики и Митзјеги. Тек након руског освајања у 19. веку, назив "Чечени" постао је међународно прихваћен назив за народ Чеченије.
Исадици
Исадици су били древни вајнахски народ са Северног Кавказа који су се бавили земљорадњом. Вероватно су их уништили скитски освајачи.
Камекици
Камекици су такође још један вајнахски народ на Северном Кавказу који се бавио земљорадњом. Такође су их вероватно уништили Скити.
Арштини
Пре 19. века, Арштини су били вајнахски тукуми који су живели између Ингуша и Чечена, са нејасним афинитетима према обема групама, дуж средњег тока реке Сунже и њених притока. Арштини су углавном били познати као Карабулаки, као што их зову на руском, по свом кумичком имену. Они су себе називали и "Балоји".  ни су на различите начине сматрани независним народом, подгрупом Чечена или подгрупом Ингуша (што је додатно компликовано чињеницом да су многи у 19. веку, укључујући многе саме Ингуше, сматрали Ингуше подгрупом Чечена). Сматра се да је њихов језик био сличан чеченском и ингушком.
Арштине је на крају збрисао руски империјализам. У касним 1850-им окончан је отпор на источном и централном Кавказу царској власти; а 1865. године дошло је до Депортације Черкеза. Иако су Руси углавном циљали Черкезе за протеривања или убиства, Арштини су такође били жртве. У мају-јулу 1865. године, према званичним документима, нестало је 1.366 породица Арштина, а остало их је само 75. Ових 75 породица придружило се чеченској нацији као Ерстхој тукум.